# レオナルド・スコット
レオナルド・レイ・スコット（Leonard Ray Scott、1980年1月19日 ‐ ）は、アメリカ合衆国・ザカリー出身の陸上競技選手。専門は短距離走。100mで9秒91、室内50mで5秒58（世界歴代3位）、室内60mで6秒46の自己ベストを持つ。2006年モスクワ世界室内選手権男子60mの金メダリスト、2005年ヘルシンキ世界選手権男子100mのファイナリスト（6位）である。

## 経歴
2003年、NFLのピッツバーグ・スティーラーズのトライアウトを受けたがプロ契約には至らなかった。
2004年7月、全米選手権（兼アテネオリンピックアメリカ代表選考会）の男子100m準決勝を10秒01（+0.8）の自己ベストで突破するも、決勝は10秒35（0.0）の8位（当時）に終わり、アテネオリンピックアメリカ代表の座を逃した。
2005年2月26日、室内60mで6秒46の自己ベストをマーク。この時の50m途中計時は5秒58で、これはドノバン・ベイリーとモーリス・グリーンの5秒56に次ぐ世界歴代3位の記録となっている。
2005年6月、全米選手権の男子100m決勝で10秒18（-2.3）をマークして3位に入り、ヘルシンキ世界選手権アメリカ代表の座をつかんだ。
2005年7月22日、100mで9秒94（+1.0）をマークし、初めて10秒の壁を突破した。
2005年8月、ヘルシンキ世界選手権に出場すると、世界選手権初出場ながら男子100mでファイナリストになり、10秒13（+0.4）をマークして6位に入った。男子4×100mリレーでは予選でアメリカチーム（Mardy Scales、スコット、タイソン・ゲイ、モーリス・グリーン）の2走を務めたが、Scalesとのバトン交換の際にバトンを落としてしまい途中棄権に終わった。
2006年2月、全米室内選手権の男子60m決勝で6秒52をマークし、テレンス・トランメルを0秒01差で抑えて初の全米タイトルを獲得した。
2006年3月、モスクワ世界室内選手権の男子60mに出場すると、準決勝を6秒50の全体1位（今季世界最高）で突破。決勝でも準決勝と同じ6秒50をマークし、アンドレイ・エピシン（6秒52）やテレンス・トランメル（6秒54）を破って初の世界タイトルを獲得した。
2006年9月9日、ワールドアスレチックファイナルの男子100mで自己ベストとなる9秒91（+0.9）をマーク。アサファ・パウエル（9秒89）には敗れたものの、タイソン・ゲイ（9秒92）には競り勝ち2位に入った。

## 人物・エピソード
師はモーリス・グリーン。

## 自己ベスト
記録欄の（　）内の数字は風速（m/s）で、+は追い風を意味する。
| 種目 | 記録                        | 年月日                      | 場所                      | 備考                      |
| 屋外 | 屋外                        | 屋外                        | 屋外                      | 屋外                      |
| ---- | --------------------------- | --------------------------- | ------------------------- | ------------------------- |
| 100m | 9秒91 (+0.9)                | 2006年9月9日                | シュトゥットガルト        |                           |
| 100m | 9秒83w (+7.1)               | 1999年4月9日                | ノックスビル              | 追い風参考記録            |
| 200m | 20秒34 (+1.3) 20秒34 (+1.2) | 2001年5月11日 2002年5月29日 | コロンビア バトンルージュ |                           |
| 200m | 20秒08w (+9.2)              | 1999年4月9日                | ノックスビル              | 追い風参考記録            |
| 室内 |                             |                             |                           |                           |
| 50m  | 5秒58+                      | 2005年2月26日               | リエヴァン                | 世界歴代3位 60mの途中計時 |
| 55m  | 6秒07                       | 1999年2月20日               | ゲインズビル              |                           |
| 60m  | 6秒46                       | 2005年2月26日               | リエヴァン                |                           |
| 200m | 20秒55                      | 2000年3月10日               | フェイエットビル          |                           |

## 主要大会成績
備考欄の記録は当時のもの
| 年   | 大会                                 | 場所               | 種目    | 結果 | 記録          | 備考             |
| ---- | ------------------------------------ | ------------------ | ------- | ---- | ------------- | ---------------- |
| 2004 | ワールドアスレチック ファイナル (en) | モナコ             | 100m    | 6位  | 10秒31 (-1.6) |                  |
| 2005 | 世界選手権                           | ヘルシンキ         | 100m    | 6位  | 10秒13 (+0.4) |                  |
| 2005 | 世界選手権                           | ヘルシンキ         | 4x100mR | 予選 | DNF (2走)     |                  |
| 2005 | ワールドアスレチック ファイナル (en) | モナコ             | 100m    | 7位  | 10秒18 (-0.6) |                  |
| 2006 | 世界室内選手権                       | モスクワ           | 60m     | 優勝 | 6秒50         | 今季世界最高記録 |
| 2006 | ワールドアスレチック ファイナル (en) | シュトゥットガルト | 100m    | 2位  | 9秒91 (+0.9)  | 自己ベスト       |